# A (빅뱅의 음반)

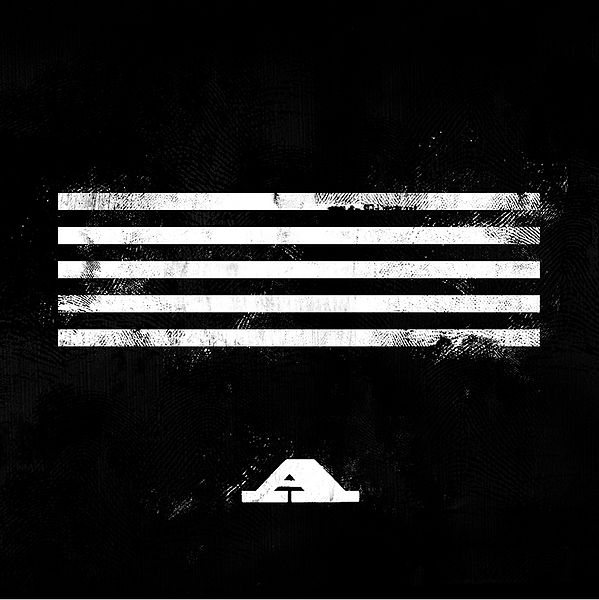
"A" 버전 (Black) 앨범 커버

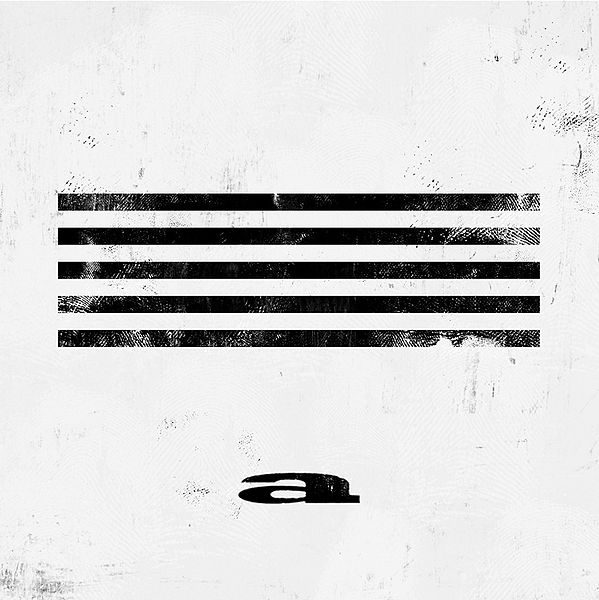
"a" 버전 (White) 앨범 커버

〈A〉은 대한민국의 음악 그룹 빅뱅의 다섯 번째 싱글 음반으로 "MADE 시리즈"의 두 번째 싱글 음반이다.

## 앨범 사양
이 음반은 6월 1일 발매되기 전인 5월 27일, 4트랙과 2트랙(이전 M 음반의 2곡)의 인스트루멘탈 트랙(반주)이 수록 된다고 공개되었다. 6월 1일 전 세계적으로 아이튠즈와 그외 온라인 음악 포털 사이트에서 발매되었다.
앨범은 2가지 다른 버전; M (블랙)과 m (화이트)로 구성되었다. 하나는 CD와 소책자 (24p)와 다른 하나는 CD, Booklet (24p) + 스페셜 키트 (퍼즐 티켓, 5 포토 카드와 1 리미티드 카드 ) + 포스터가 봉입 되어 있다.

## 배경
2015년 5월 27일, YG 엔터테인먼트는 타이틀 곡 "뱅뱅뱅 (BANG BANG BANG)"의 첫 포스터를 공개하였고, 양현석 대표는 “빅뱅의 이전 음악중에서도 가장 비트가 빠르고 더 강렬하다.”라고 언급했다. 다음 날 "WE LIKE 2 PARTY"의 두 번째 포스터가 공개되었다. 이 곡의 뮤직 비디오는 5월 19일, 제주도에서 촬영이 진행되었다.

## 상업적인 퍼포먼스
A는 가온 앨범 차트에서 3위로 진입해, 발매 3주차에 최고 2위를 기록했다. 이 음반은 6월 월간 차트에서 93,504장을 판매해, 최고 3위를 차지했다. 타이완 차트에서는 6위를 기록했다.
중국 텐센트 QQ 뮤직에 따르면, 이 음반은 중국에서 100만의 선주문을 기록했으며, 싱글은 발매 12시간만에 200,000 카피를 판매하는 기염을 토했다. 이후 2주간 이 음반은 400,000 디지털 카피 이상을 판매했는데, 이는 QQ 뮤직 역사상 해외 가수로는 최고의 기록이며 차트 TOP 6위안에 4곡이 모두 순위에 진입했다.

## 평가
이 싱글은 대중들과 음악 평론가들에 긍적적인 평가를 받았다. "뱅뱅뱅 (BANG BANG BANG)"와 "WE LIKE 2 PARTY"의 뮤직 비디오는 유튜브 공개 2개월만에 합계 6천만의 조회수를 기록했다.

## 프로모션
빅뱅은 BIGBANG MADE 2015 World Tour의 중국 광저우 공연에서 첫 무대를 선보였으며, 2015년 5월 30일 KBS2 《유희열의 스케치북》에서 컴백 무대를 녹화를 진행했다. 빅뱅의 멤버들은 음반이 공개되기 전 날, 네이버 스타캐스트 온라인 방송에서 라이브 채팅을 가졌으며, 400,000명의 조회수를 기록했다. 빅뱅은 6월 4일 방송 된 Mnet 《엠카운트다운》 에서 첫 공식 컴백 무대를 가졌다.
6월 1일, 《SBS 인기가요》 의 사전투표 과정에서 빅뱅의 "뱅뱅뱅 (BANG BANG BANG)"이 누락돼 사전투표가 정당하게 진행되지 않아 1위를 놓쳤다는 이유로 팬들의 항의가 빗발치는 일이 있었는데, 빅뱅의 두번째 싱글 A의 신곡이 발표된 것은 6월 1일 밤 자정으로 '인기가요' 사전투표 후보란에 "뱅뱅뱅 (BANG BANG BANG)"은 없었다. 팬들은 할 수 없이 빅뱅의 이전 활동곡 "BAE BAE"에 투표할 수 밖에 없었고 신곡이 발표된지 약 40여시간이 지난 3일 오후가 돼서야 "뱅뱅뱅 (BANG BANG BANG)"이 후보로 등록됐고 1인 1투표권밖에 없는 상황에서 빅뱅 팬들은 이미 "BAE BAE"에 투표한터라 신곡 "뱅뱅뱅 (BANG BANG BANG)"에 투표할 수는 없었다고 주장했다. 그러나 '인기가요' 측은 공식 홈페이지를 통해 “매주 월요일에 등록되는 사전투표는 전주 인기가요 차트 60위권 내의 가수와 전주 출연가수 중 한 가수당 한 곡으로 진행된다. 그 후 수요일 오후에 당주 월요일~수요일까지 공개된 음원과 당주 출연가수의 신곡이 일괄적으로 추가 등록된다. 따라서 월요일에 리스트에 등록되었던 가수 중에 신곡이 발매되면 해당 신곡으로 교체하여 투표를 진행한다”며 절차상의 문제가 없다는 입장을 보였다.
5월 24일, 《SBS 인기가요》에 지드래곤과 T.O.P이 뮤직 비디오 촬영으로 불참을 하여, 태양, 대성, 승리만이 출연해 1위를 수상했다.

## 트랙 리스트
| #            | 제목                        | 작사                         | 작곡                          | 편곡         | 재생 시간 |
| ------------ | --------------------------- | ---------------------------- | ----------------------------- | ------------ | --------- |
| 1.           | 〈뱅뱅뱅 (BANG BANG BANG)〉 | TEDDY, T.O.P, G-DRAGON       | TEDDY, G-DRAGON               | TEDDY        | 3:40      |
| 2.           | 〈WE LIKE 2 PARTY〉         | TEDDY, KUSH, G-DRAGON, T.O.P | TEDDY, KUSH, 서원진, G-DRAGON | TEDDY, KUSH  | 3:15      |
| 총 재생 시간 | 총 재생 시간                | 총 재생 시간                 | 총 재생 시간                  | 총 재생 시간 | 6:55      |

| #  | 제목                                | 작사                         | 작곡                          | 편곡        | 재생 시간 |
| -- | ----------------------------------- | ---------------------------- | ----------------------------- | ----------- | --------- |
| 1. | 〈뱅뱅뱅 (BANG BANG BANG)〉         | TEDDY, T.O.P, G-DRAGON       | TEDDY, G-DRAGON               | TEDDY       | 3:40      |
| 2. | 〈WE LIKE 2 PARTY〉                 | TEDDY, KUSH, G-DRAGON, T.O.P | TEDDY, KUSH, 서원진, G-DRAGON | TEDDY, KUSH | 3:15      |
| 3. | 〈Loser〉                           | TEDDY, T.O.P, G-DRAGON       | TEDDY, 태양                   | TEDDY       | 3:39      |
| 4. | 〈BAE BAE〉                         | G-DRAGON, TEDDY, T.O.P       | TEDDY, G-DRAGON, T.O.P        | TEDDY       | 2:49      |
| 5. | 〈뱅뱅뱅 (BANG BANG BANG) (Inst.)〉 | TEDDY, T.O.P, G-DRAGON       | TEDDY, G-DRAGON               | TEDDY       | 3:40      |
| 6. | 〈WE LIKE 2 PARTY (Inst.)〉         | TEDDY, KUSH, G-DRAGON, T.O.P | TEDDY, KUSH, 서원진, G-DRAGON | TEDDY, KUSH | 3:15      |

## 차트
| 차트                         | 최고 순위 |
| ---------------------------- | --------- |
| 대한민국 가온 주간 앨범 차트 | 2         |
| 타이완 (G-Music)             | 6         |

| 차트     | 판매량    |
| -------- | --------- |
| 대한민국 | - 100,000 |
| 중국     | - 703,921 |

## 발매
| 국가     | 날짜            | 포맷                     | 라벨                     |
| -------- | --------------- | ------------------------ | ------------------------ |
| 대한민국 | 2015년 6월 1일  | CD 싱글, 디지털 다운로드 | YG 엔터테인먼트, KT 뮤직 |
| 세계     | 2015년 6월 1일  | CD 싱글, 디지털 다운로드 | YG 엔터테인먼트, KT 뮤직 |
| 일본     | 2015년 6월 17일 | CD 싱글, 디지털 다운로드 | YG 엔터테인먼트, YGEX    |